# Prey (film 2022)
Prey è un film del 2022 diretto da Dan Trachtenberg.
Il film è il quinto capitolo del franchise di Predator, nonché prequel dei precedenti quattro film. La storia, ambientata nel 1719, ruota attorno a Naru, una giovane ed abile guerriera Comanche, che decide di proteggere la sua tribù (sebbene ostacolata dalla sua stessa famiglia in quanto donna). Nella Natura selvaggia, usa le sue doti di innata guerriera contro spietati coloni ed una sconosciuta creatura assassina invisibile, un predatore alieno altamente evoluto, che caccia gli umani per sport.

## Trama
1719, Grandi Pianure. Naru, una ragazza Comanche ed esperta guaritrice che però vuol diventare cacciatrice e guerriera come suo fratello maggiore Taabe, dopo aver assistito al passaggio di una navicella spaziale Predator - che lei scambia per un Uccello del Tuono - ed essersi imbattuta in strane impronte, capisce che qualcosa di più pericoloso dei soliti orsi e leoni minaccia la sua tribù.
In effetti, unitasi ai cacciatori col suo cane Sarii, Naru assiste all'attacco del Predator che la risparmia solo perché, essendo caduta in una tagliola, non la considera più una minaccia. Naru viene così rapita da dei voyageur che usano lei e Taabe - anch'egli sopravvissuto - come esca per attirare l'alieno che, però, uccide solo i voyageur risparmiando i fratelli perché impossibilitati a combattere. 
Liberatisi, i due Comanche tornano all'accampamento francese dove il traduttore Raphael Adolini , in cambio di cure mediche, insegna a Naru a usare la sua pistola avancarica a pietra focaia; è così che quando Naru dà all'uomo un fiore che, per fermare l'emorragia, abbassa la temperatura corporea, la giovane capisce che il Predator può vederli solo attraverso visori termici e, inoltre, che una delle sue armi è un puntamento laser posto sulla maschera che indossa. 
Purtroppo, però, l'alieno uccide Taabe così Naru, attesa la notte, dà al capo dei voyageur sopravvissuto una pistola scarica in modo da attirare il Predator e poi mangia il fiore per nascondere il suo calore corporeo; è così che Naru riesce a ferire l'alieno, a fargli cadere la sua maschera di puntamento laser e, rubatogli l'arma, ad attirarlo nel bosco dove, dopo una dura lotta, la ragazza uccide l'alieno proprio con la sua stessa arma. Infine, dipintasi il viso col suo sangue verde brillante, Naru - accompagnata da Sarii - porta la testa decapitata del Predator e la pistola alla sua tribù che la nomina capo guerriero. 
Mentre scopriamo che la pistola è la stessa data come premio per il suo valore dal Predator al tenente Mike Harrigan alla fine di Predator 2, nelle pitture rupestri riassuntive del film durante i titoli di coda si vede l'arrivo di tre astronavi Predator nel territorio dei Comanche.

## Produzione

### Sviluppo
Lo sviluppo del film è iniziato durante la produzione del quarto film di Predator nel 2018, quando il produttore John Davis è stato avvicinato da Dan Trachtenberg e dallo sceneggiatore Patrick Aison, con un concetto sul quale stavano lavorando dal 2016. La ex presidente Emma Watts della 20th Century Studios ha accelerato lo sviluppo del film prima delle sue dimissioni nel gennaio 2020. È stato concepito come un film con classificazione R.
Nel dicembre 2019, il film era inizialmente nascosto sotto il nome di Skulls. Secondo quanto riferito, il film doveva "seguire una donna Comanche che va contro le norme e le tradizioni di genere per diventare una guerriera". Doveva essere diretto da Trachtenberg e scritto da Aison. Nel novembre 2020, Skulls si è rivelato essere un nome in codice per una quinta pellicola del franchise di Predator, con lo stesso team creativo che lavorava al film. Non si prevedeva una correlazione con gli eventi dei film precedenti. Dopo l'annuncio, Trachtenberg ha indicato che l'intenzione originale era quella di commercializzare il film senza alcun riferimento ai Predators, cosa non più possibile con la conferma che apparteneva al franchise.
Il 12 novembre 2021 al Disney+ Day è stato rivelato il nome ufficiale del film Prey ed è stata annunciata la sua uscita su Hulu e Disney+ per la metà del 2022.Trachtenberg ha spiegato che il suo obiettivo per il film era quello di tornare alle radici del franchise: "l'ingegnosità di un essere umano che non si arrende, che è in grado di osservare e interpretare, e grazie a queste sue doti è in grado di sconfiggere un avversario più forte, più potente e meglio armato".

### Cast
Nel maggio 2021 Amber Midthunder si è unita al cast nel ruolo della protagonista, così come Dakota Beavers e Dane DiLiegro nel settembre successivo. Bennett Taylor è stato scelto per interpretare Raphael Adolini, un personaggio precedentemente introdotto nel fumetto Predator: 1718 prequel di Predator 2.
Sarii, il cane da compagnia di Naru, è stato interpretato da un cane della Carolina di nome Coco che è stato adottato e addestrato appositamente per il film. L'idea di dare al personaggio di Naru un cane da compagnia è stata presa da Interceptor 2 - Mad Max: Il guerriero della strada. Inizialmente, Coco doveva essere in meno scene, ma grazie al suo addestramento e alla sua energia, si è riusciti a includere il cane in molte altre scene, comprese alcune sequenze d'azione.

### Riprese
Le riprese sono iniziate a Calgary in Canada nel 2021, e sono terminate il 13 settembre successivo.
Jhane Myers, membro sia della Comanche Nation che della Blackfeet Nation, è stato produttore del film. Myers ha dichiarato: "Stavamo girando sulla terra di Stoney Nakoda. Midthunder fa parte di Nakoda, anche io lo sono dalla parte di mia nonna. Di solito quando iniziamo una produzione, qualcuno entra e fa una cerimonia del cedro e benedice tutto, ma poiché nel cast c'erano così tanti indigeni, anche della Prima Nazione, e poiché eravamo in una vera terra di pianura, hanno inviato due portatori di tubi e due persone smudge per fare una cerimonia delle pipe". La cerimonia delle pipe è stata condotta fuori Calgary dai leader indigeni locali e hanno partecipato Midthunder e i co-protagonisti Beavers e Kipp, così come Myers e Trachtenberg, tra gli altri.

### Effetti visivi e speciali
Durante la post-produzione, Moving Picture Company e Industrial Light & Magic hanno fornito gli effetti visivi. Amalgamated Dynamics Inc. (ADI) è stata assunta per lavorare sugli effetti speciali e sulle creature del film, avendo precedentemente lavorato a The Predator e ai film crossover Alien vs. Predator e Aliens vs. Predator 2. Ulteriori effetti visivi sono stati forniti da The Third Floor, Inc., Track VFX e Pixel Light Effects. Il sound design è stato realizzato da Pacific Standard Sound poiché i quotidiani e il colore del film sono stati forniti da Company 3. I titoli di testa e di coda del film sono stati realizzati da Filmograph.

## Colonna sonora
Testi e musiche di Sarah Schachner.
1. Predator Instinct – 3:02
2. Thrill of the Chase – 0:55
3. Naru and Surii – 0:58
4. Beyond the Great Plains – 1:37
5. Five Senses – 2:28
6. The Night Has Ears – 2:31
7. Communion (feat. Robert Mirabal) – 1:19
8. Naru’s Way – 3:13
9. Flesh and Bone – 3:10
10. Orange Totsiyaa – 0:52
11. Moon Wanderer – 0:55
12. The Onslaught – 2:13
13. Trapped – 3:13
14. Foolish Foray – 2:43
15. The Cruel Delight – 2:06
16. Horseback Ambush – 2:30
17. Human Bait – 3:31
18. Brave Girl – 5:03
19. Seeing with New Eyes – 1:50
20. The Hunter – 1:19

## Promozione
Il trailer è stato distribuito il 7 giugno 2022, mentre quello italiano il giorno successivo.

## Distribuzione
Il film è stato presentato in anteprima al Comic Con di San Diego il 21 luglio 2022 ed è stato pubblicato negli Stati Uniti su Hulu il 5 agosto 2022, mentre in Italia, e nei paesi in cui Hulu non è disponibile, è stato pubblicato da Disney+ lo stesso giorno. Nei territori del sud-est asiatico è stato pubblicato su Disney+ Hotstar; mentre in America Latina su Star+.

## Accoglienza

### Critica
Sull'aggregatore di recensioni Rotten Tomatoes la pellicola ha un indice di gradimento del 94% basato su 282 recensioni, con un voto medio di 7,7 su 10; il consenso critico del sito recita: «Un raro thriller d'azione che aumenta l'adrenalina senza lesinare sullo sviluppo del personaggio, Prey è un prequel di Predator ben fatto». Metacritic invece, ha dato al film un punteggio pari a 71 su 100 basato su 43 recensioni.

### Primati
Secondo 20th Century Studios, la prima di Prey è stata la più vista di tutti i film e le serie televisive su Hulu negli Stati Uniti, nonché la prima più vista su Star nei mercati internazionali e su Star+ in America Latina.

## Riconoscimenti
- 2023 - Primetime Emmy Awards[28]
  - Candidatura per migliore film per la televisione
  - Candidatura per miglior sceneggiatura per una miniserie, serie antologica o film TV a Patrick Aison
  - Candidatura per miglior regia per una miniserie, serie antologica o film TV a Dan Trachtenberg
  - Miglior missaggio sonoro per una miniserie, serie antologica o film TV
  - Candidatura per miglior componimento musicale per una miniserie, serie antologica o film TV a Sarah Schachner
  - Candidatura per miglior montaggio video per una miniserie, serie antologica o film TV a Angela M. Catanzaro e Claudia Castello
- 2023 – Critics' Choice Awards[29]
  - Candidatura per miglior film TV
  - Candidatura per miglior attrice protagonista in una miniserie o film TV a Amber Midthunder
- 2024 - Saturn Award[30]
  - Candidatura al miglior film di fantascienza
  - Candidatura alla migliore attrice a Amber Midthunder
  - Candidatura al miglior trucco a Alec Gillis e Tom Woodruff Jr.

## Versioni alternative

### Film in lingua comanche
Trachtenberg ha detto che hanno discusso sul fatto se avessero dovuto o meno iniziare il film con i personaggi che parlano la lingua comanche prima di passare all'inglese a beneficio del pubblico, simile alla lingua russa nel film Caccia a Ottobre Rosso. All'inizio hanno pensato di fare qualcosa di simile, ma alla fine hanno ritenuto che non funzionasse.
Il film è stato girato in inglese e in lingua Comanche, con l'intero cast che ha eseguito un doppiaggio alternativo per la lingua comanche. Entrambe le versioni linguistiche sono disponibili su Hulu e Disney+.

## Inesattezze storiche
Durante la produzione del film, Myers ha fornito raccoglitori di materiali di riferimento al team di produzione. Myers ha consigliato alla produzione di creare uno spazzolino da denti accurato per il periodo, che Midthunder ha utilizzato nel film. Una prima bozza della sceneggiatura non includeva l'uso di cavalli nel film; ma Myers ha insistito affinché i cavalli fossero aggiunti, affermando in seguito: "Siamo una cultura equestre, quindi puoi vederlo nel personaggio di Taabe e nella sua equitazione. E poi puoi vederlo nei campi dove abbiamo i cavalli. Quando ho visto la prima sceneggiatura, non c'erano cavalli, e ho detto: "Non puoi avere dei Comanche senza cavalli!" Quindi è qui che è arrivata l'idea, e abbiamo aggiunto la scena di Taabe a cavallo nella sceneggiatura".
Brad Curran di Screen Rant ha descritto l'abbigliamento, l'ambientazione del villaggio e lo stile di vita di caccia dei personaggi Comanche rappresentati nel film come storicamente accurati, insieme alla rappresentazione dei voyagers franco-canadesi come ostili nei confronti dei Comanche. Curran ha aggiunto che il film rende i ruoli tradizionali di genere Comanche "al centro della sua storia", scrivendo che, nella cultura Comanche, gli uomini assumevano ruoli più fisici come cacciatori e guerrieri, mentre le donne servivano come badanti che sovrintendevano alle case e ai bambini.